# Бистрица об Сотли
Бистрица об Сотли (словен. Bistrica ob Sotli) је насеље и управно средиште истоимене општине Бистрица об Сотли, која припада Савињској регији у Републици Словенији. До 1952. место се звало Sveti Peter pod Svetimi Gorami Локално, место је било познато као Шентпетер.
По попису становништва из 2011. године, насеље Бистрица об Сотли је имало 282 становника.